# Leonardo Vitale
Leonardo Vitale (Palermo, 27 de junio de 1941 - Palermo, 2 de diciembre de 1984) fue un miembro de la mafia siciliana, de los primeros en convertirse en un informante, o pentito, aunque al principio sus confesiones no fueron tomadas en serio. Vitale fue un hombre de honor, miembro de la cosca o familia de Altarello di Baida, una pequeña aldea de las afueras de Palermo. La familia Vitale tenía un largo historial de pertenencia a la mafia y el propio Leonardo fue preparado por su tío y presentado como miembro de la Cosa Nostra con el fin de continuar la tradición de su familia mafiosa.[cita requerida]

## Confesión
Vitale se dirigió a una comisaría de policía de Palermo la tarde del 29 de marzo de 1973, declaró que era un miembro de la mafia y confesó a diversos crímenes de extorsión, de incendios provocados y dos asesinatos. Explicó, en frente de los estupefactos policías, cómo se organiza una familia de la mafia y reveló la existencia de la Comisión de la mafia siciliana, mucho antes de que el pentito Tommaso Buscetta expusiera a los jueces los secretos sobre la mafia.
Vitale dijo que se unió a la mafia a los diecinueve años a instancias de su tío. Demostró su "valía" disparando a un caballo para, posteriormente, asesinar a un mafioso rival. Luego se dedicó a extorsionar e intimidar a terratenientes y comerciantes, y más tarde llevó a cabo un segundo asesinato. Vitale finalmente sería elevado a la categoría de capo-decina o capitán dentro de su familia, liderando a un grupo de picciotti o soldati, soldados. Al explicar por qué se había entregado, algo que era desconocido hasta entonces por parte de un mafioso, Vitale afirmó que había tenido una crisis espiritual y que necesitaba redimirse. Mientras estuvo bajo custodia se embadurnó con excrementos y practicó la automutilación, como acto propio de contrición.
Al declarar en contra de sus compañeros mafiosos, Vitale recordó acerca de su vida: "He hecho el ridículo de mi vida, por la maldad que me ha sobrevenido desde que era un niño. Mi pecado fue haber nacido en una familia mafiosa y haber vivido en una sociedad donde todo el mundo es un mafioso y son respetados por ello, mientras que los que no lo son, son tratados con desprecio".
El caso llegó a juicio en 1977. El testimonio de Vitale provocó la detención de una serie de presuntos mafiosos, pero todos fueron absueltos cuando sus abogados pusieron en duda el estado mental de Vitale, señalando su automutilación y otras manías. Al final, sólo Vitale y su tío mafioso fueron encarcelados, y Vitale pasó la mayor parte de su tiempo en un hospital psiquiátrico.

## Legado
A principios de 1984 Tommaso Buscetta se convirtió en un informante y reveló una gran cantidad de información sobre la mafia que, posteriormente, respaldó las teorías de Vitale.
A la luz de esto, Vitale fue declarado cuerdo y puesto en libertad en junio de 1984. El 2 de diciembre de ese año murió tiroteado cuando salía de una iglesia después de asistir a misa con su madre y su hermana. Nadie fue condenado por su asesinato, pero sigue habiendo pocas dudas de que la mafia estaban detrás de él.
El testimonio original de Vitale fue usado en el Maxi Proceso varios años más tarde, en el que el juez Giovanni Falcone declaró que "es de esperar que por lo menos después de su muerte Vitale obtenga el crédito que merecía." Según Falcone, en ese instante la mafia entendió la importancia de las revelaciones mucho mejor que la justicia italiana, y lo mataron cuando llegó el momento oportuno.